# Imperi Baté
L' imperi Baté fou un Estat pre-colonial situat al voltant de la ciutat de Kankan en allò que és avui dia la república de Guinea. Fou conquistada pel Wassulu o Imperi de Samori el 1879.